# آزمایش سیفلیس در تاسکیگی

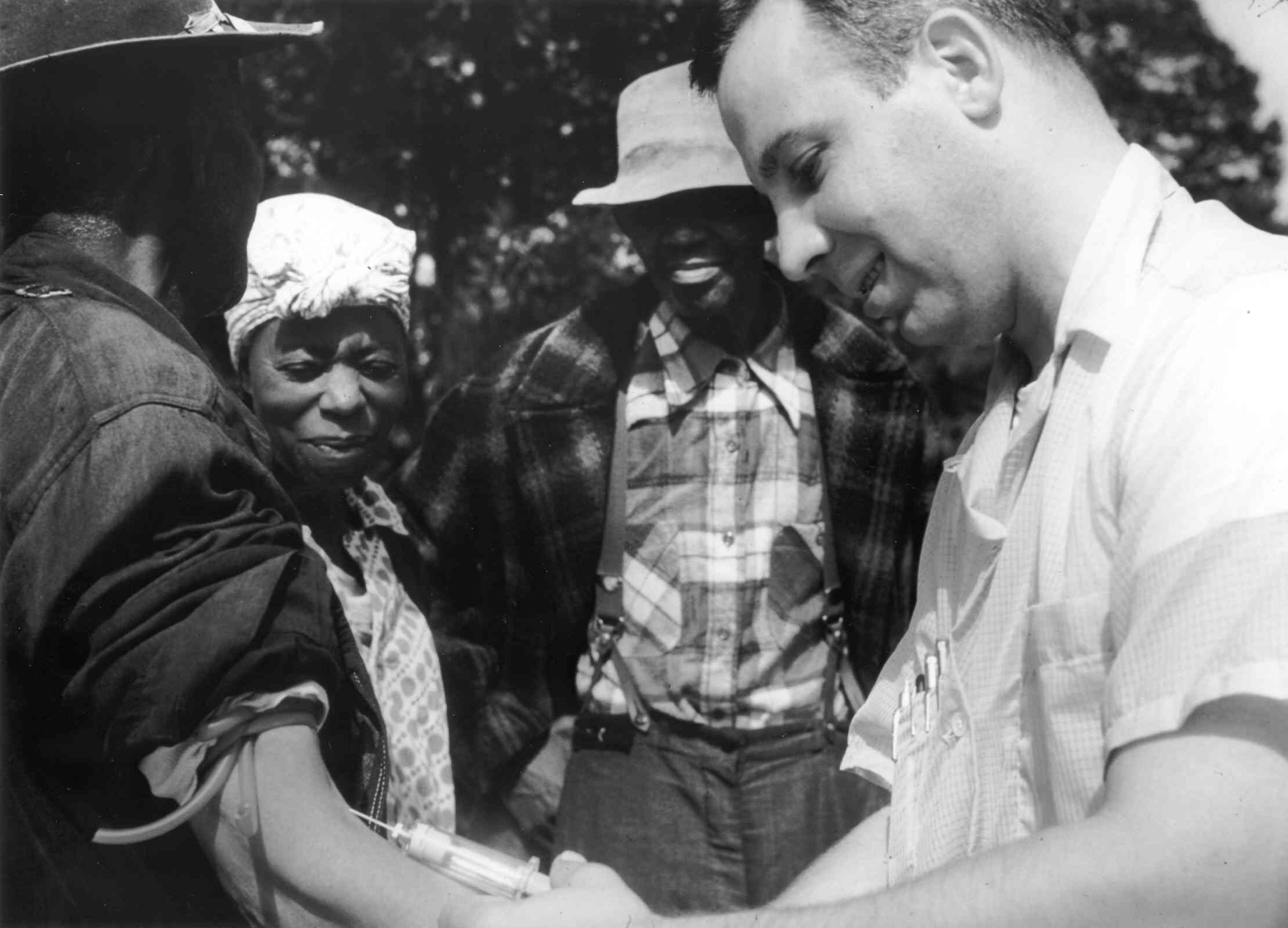
پزشکی در حال گرفتن خون جهت آزمایش‌های تاسکیگی.

تحقیقات سیفلیس در تاسکیگی یکی از بدنام‌ترین پرونده‌های جنجالی ایالات متحده آمریکا در خصوص اخلاق پزشکی در قرن ۲۰ می‌باشد. مطالعه Tuskegee در مورد سیفلیس درمان نشده در مردان سیاهپوست طولانی‌ترین آزمایش غیر درمانی بر روی انسان در تاریخ پزشکی است. این تحقیق توسط سازمان خدمات بهداشت عمومی آمریکا (PHS) در تاسکیگی و در زمینهٔ بررسی سیر طبیعی بیماری (در ایالت آلاباما) انجام گرفت و مؤسسه تاسکیگی از این تحقیق حمایت کرد. این تحقیق در سال ۱۹۳۲، زمانی که سیفلیس شیوع گسترده‌ای داشت و هیچ نوع درمان امن و مؤثری برای آن وجود نداشت آغاز شد. این تحقیق برای اندازه‌گیری میزان پیشروی سیفلیس درمان نشده در مردان آمریکایی آفریقایی‌تبار طراحی شده بود.محققان رضایت آگاهانه از شرکت کنندگان را جمع آوری نکردند. آنها همچنین حتی پس از اینکه درمان به راحتی در دسترس بود، درمان را ارائه نکردند. این مطالعه در سال 1972 به توصیه یک هیئت مشورتی موقت پایان یافت.

## هدف مطالعه
هدف از این مطالعه این بود که آیا سیفلیس بیشتر از آسیب های عصبی باعث آسیب قلبی عروقی می شود یا خیر و تعیین اینکه آیا سیر طبیعی سیفلیس در مردان سیاه پوست به طور قابل توجهی با سفیدپوستان متفاوت است یا خیر.
در واقع هدف ثبت تاریخ طبیعی سیفلیس در سیاه پوستان بود. این مطالعه "مطالعه تاسکگی سیفلیس درمان نشده در مردان سیاهپوست" نام داشت. هنگامی که مطالعه شروع شد، هیچ درمان اثبات شده ای برای این بیماری وجود نداشت. محققان به مردان شرکت کننده در این مطالعه گفتند که آنها باید برای "خون بد" درمان شوند. این اصطلاح به صورت محلی توسط مردم برای توصیف مجموعه ای از بیماری های قابل تشخیص از جمله کم خونی، خستگی و سیفلیس استفاده می شد.

## شرکت کنندگان چه کسانی بودند ؟
آزمایش Tuskegee در سال 1932 آغاز شد، زمانی که هیچ درمانی شناخته شده برای سیفلیس، یک بیماری مقاربتی مسری وجود نداشت. پس از استخدام با وعده مراقبت پزشکی رایگان، 600 مرد آفریقایی آمریکایی در شهرستان ماکون، آلاباما در این پروژه ثبت نام کردند و رضایت آگاهانه از شرکت کنندگان جمع آوری نشد..شرکت کنندگان عمدتاً کشاورز بودند و بسیاری از آنها قبلاً هرگز به پزشک مراجعه نکرده بودند. پزشکان سرویس بهداشت عمومی ایالات متحده (PHS) که این مطالعه را انجام می‌داد، به شرکت‌کنندگان - 399 مرد مبتلا به سیفلیس نهفته و یک گروه کنترل متشکل از 201 نفر دیگر که عاری از این بیماری بودند، اطلاع دادند که برای خون بد تحت درمان قرار می‌گرفتند  این در حالی است که تنها تونیک آهن و آسپرین تجویز می کردند. برای چندین دهه پس از اینکه پنی سیلین به عنوان درمانی برای سیفلیس در سال 1947 معرفی شد، محققان نه تنها به آزمایش بر روی مردان ادامه دادند بلکه آنها را از درمان نیز منع کردند.

## نتایج
سال ۱۹۴۷، پنی‌سیلین به عنوان درمان مؤثر سیفلیس اعتبار یافت و به‌طور گسترده‌ای برای درمان این بیماری بکار گرفته شد. با این حال، پژوهشگران به مطالعه خود ادامه دادند و به کسانی که داوطلب درمان بودند پنی‌سیلین ندادند. این تحقیقات تحت نظارت بسیاری از ناظران خدمات بهداشت عمومی تا سال ۱۹۷۲ ادامه داشت .تا این که پس از افشاگری رسانه ای که باعث اعتراض ملی شد پایان یافت. بحث و جدل ناشی از این آزمایش که اکنون به عنوان مطالعه سیفلیس تاسکگی شناخته می شود، باعث اصلاحات اساسی در تحقیقات پزشکی و عذرخواهی رسمی از شرکت کنندگان برنامه توسط رئیس جمهور بیل کلینتون در سال 1997 و همچنین تأسیس مرکز ملی اخلاق زیستی در تحقیقات و مراقبت های بهداشتی شد. این مطالعه باعث مرگ ۱۲۸ نفر از شرکت‌کنندگان آن به واسطهٔ سیفلیس و یا عوارض ناشی از آن شد.